# Бэнкс, Бриана
Бриана Бэнкс (англ. Briana Banks, наст. имя — Бриана Бани (нем. Briana Bany) — американская фотомодель и порноактриса
 немецкого происхождения (отец — немец, мать — американка), родилась 21 мая 1978 в Мюнхене, Германия. В модельном бизнесе, в основном, использует псевдоним «Mirage». Её фотографии появлялись в одном из номеров журнала «Teen». Позировала для журнала Penthouse.

## Биография
Бриана Бэнкс родилась 21 мая 1978 года в Мюнхене. В этом городе Бриана прожила до 4-х лет. Затем её мать переехала в Англию, а позднее, когда ей исполнилось уже 7 лет, в США. Отец остался в Германии. У Брианы есть младшая сестра Лорин; разница в возрасте между ними составляет два года. Мать Брианы была домохозяйкой. В школе Бриана была скромной девушкой.
В 16 лет Бриана Бэнкс покинула дом своей мамы, взяв с собой свою 14-летнюю сестру. Сексом впервые занялась в 17 лет.
В 19 лет Бриана Бэнкс начала заниматься модельным бизнесом, даже попала на обложку журнала Teen Magazine. Бриана так же работала менеджером в страховой компании, секретарём в косметической фирме и готовила пиццу.

### Карьера
Порнокарьера Брианы началась с откровенной фотосессии, после которой её фотограф предложил ей съёмки в порнофильмах.
На порно-сцене Бриана появилась в 1999 году, в 21-летнем возрасте. Тогда она начала использовать свой псевдоним Mirage. Её дебютом стал порнофильм «Университетские сокурсники» (University Co-Eds 18) студии Dane Entertainment (у Брианы Бэнкс была сцена с Брэндоном Айроном (Brandon Iron), а также сериалы Эда Пауэрса «Больше грязных дебютанток, часть 108» (More Dirty Debutantes 108) и «Видео девственницы, часть 47» (Video virgins 47).
С 2000 года, после двух операций по увеличению груди, Бриана изменяет свой псевдоним на Бриана Бэнкс. Первым её фильмом с новым псевдонимом стал «Decadent Whores 9» студии Legend Video. В июне 2001 году она становится девушкой месяца журнала Penthouse. В этом же году подписывает контракт с Vivid Entertainment.
Бриана много раз принимала участие в съёмках гонзо-порнофильмов (без постановки, сюжета и сценария). На ранних этапах карьеры снималась у такого эпатажного порнорежиссёра как Max Hardcore (под псевдонимом Mirage). Сотрудничала и продолжает работать с такими компаниями, как VCA Pictures, Adam and Eve, Metro, Wicked Pictures, Dane Entertainment и т. д.
В 2004 году выпускает книгу «How To Have a XXX Sex Life: The Ultimate Vivid Guide» в которой она и другие звезды Vivid дают советы про секс, а также рассказывают интересные истории из их персональной сексуальной жизни.
Бэнкс считается обладательницей самых длинных ног в порноиндустрии (91 см). Несколько лет она встречалась с порноактёром Бобби Витале, в 2006 году они расстались. В том же году она сделалала паузу в съёмках в порнофильмах и, вернувшись в 2008 году, сразу получила пять номинаций на премию AVN Award.
В 2011 году она вновь ненадолго покинула порноиндустрию, но в 2016 году вернулась и в том же году была включена в Зал славы XRCO.
На 2022 год Бриана Бэнкс снялась в более чем 530 порнофильмах.

## Премии и номинации

### Награды

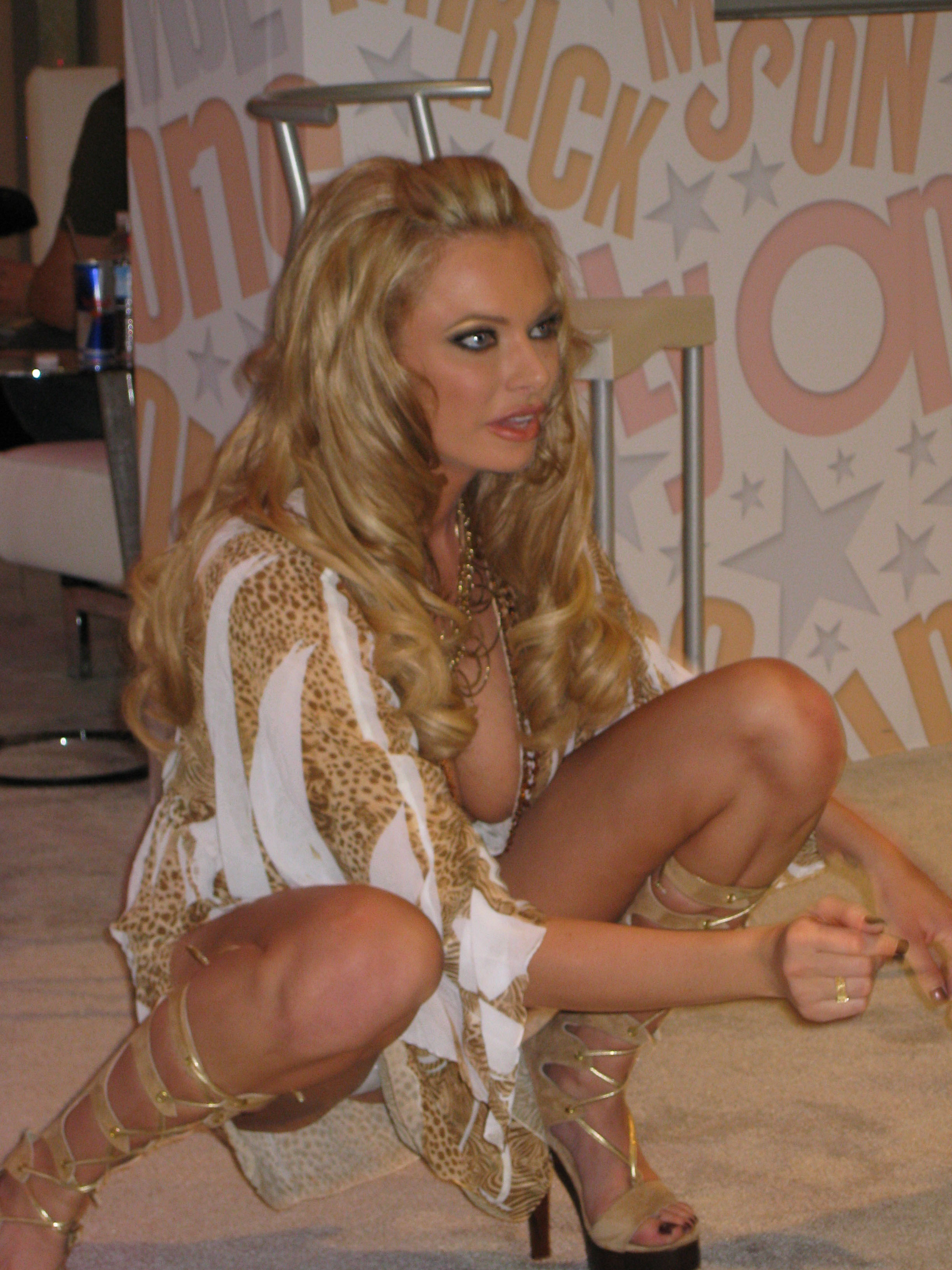
Брианна Бэнкс на AVN Adult Entertainment Expo 2008

- 2001 — девушка месяца журнала Penthouse (Penthouse Pet июнь 2001)
- 2001 — Hot d'Or — Лучшая новая порнозвезда (Best American New Starlet)
- 2003 — AVN Awards в категории «Best Renting Title of the Year», и «Best Selling Title of the Year», за порно фильм «Briana Loves Jenna»
- 2009 — введена в AVN Hall of Fame[8]
- 2016 — введена в XRCO Hall of Fame[6]

### Номинации
- 2007 номинация на AVN Awards в категории Contract Star of the Year
- 2008 номинация на AVN Awards в категории Best Actress — Film за фильм «Layout»
- 2008 номинация на AVN Awards в категории Best All-Girl Sex Scene — Film за фильм «Layout» (вместе с Пенни Флейм)
- 2008 номинация на AVN Awards в категории Best All-Girl Sex Scene — Video за фильм «Where the Boys Aren’t 18» (вместе с Моник Александер, Лэнни Барби, Лэйси Лав, Линдси Лав, Лекси Мари, Мэрседез, Стэфани Морган, Терой Патрик, Тони Робертс и Саванной Сэмсон)
- 2008 номинация на AVN Awards в категории Best Anal Sex Scene — Film за фильм «Layout»
- 2008 номинация на AVN Awards в категории Best Group Sex Scene — Film за фильм «Layout» (вместе с Хиллари Скотт, Брук Хэвен и Эваном Стоуном)
- 2009 номинация на AVN Awards в категории Best All-Girl Group Sex Scene за фильм «Where the Boys Aren’t 19: Arabian Nights» (вместе с Моник Александер, Лэнни Барби, Лэйси Лав, Линдси Лав, Лекси Мари, Мэрседез, Стэфани Морган, Терой Патрик, Тони Робертс и Саванной Сэмсон)
- 2009 номинация на AVN Awards в категории Best Anal Sex Scene за фильм «Perfect Match»
- 2009 номинация на AVN Awards в категории Best Group Sex Scene за фильм «Perfect Match»
- 2010 номинация на AVN Awards в категории Best Double Penetration Sex Scene за фильм «Flashback»

## Фильмография
- Seduced by a Cougar 20 (2012)
- Matrimonial Mother Fuckers (2011)
- Pornstars Punishment 4 (2011)
- Briana Extreme (2010)
- Perfect Match (2007)
- Fantasy All-Stars 2 (2006)
- Stunner (2005)
- Tarot (2005)
- Tit Happens (2004)
- The Dark Side of Briana (2004)
- All Wives Party (2004)
- Farmer’s Daughters Do Vegas (2004)
- Aftermath (2004)
- Blond and Blonder (2004)
- «Insomniac with Dave Attell: Oakland» (2003)
- 10 Magnificent Blondes (2003)
- Caught Stealing (2003)
- Fluffy Cumsalot, Porn Star (2003)
- Girls Eat Girl (2003)
- Happily Ever After (2003)
- Happily Never After (2003)
- Night Stick (2003)
- Only the Best of Brianna Banks (2003)
- Pretty Girl (2003)
- Real Female Orgasms 4 (2003)
- Ring Me Up! (2003)
- Deep Inside Briana Banks (2002)
- Double Air Bags 6 (2002)
- Slick (2002)
- 2001: A Big Bust Odyssey (2001)
- American Nymphette 2 (2001)
- American Nymphette 3 (2001)
- Vegas Or Bust (2001)
- Weekend in Diego (2000)
- White Trash Whore 16 (2000)
- Virtual Sex with Jenna Jameson (1999)